# 王繼光
王繼光（1557年—1625年），字于善，号泉皋，山東登州府黃縣人，軍籍，明朝政治人物。官至四川巡撫。

## 生平
萬曆四年（1576年）山東鄉試第二十五名。萬曆五年（1577年）聯捷丁丑科進士。授中書舍人，十年擢授戶科給事中，參工部尚書曾省吾十罪，省吾被令致仕。又劾兵部尚書吴兑结交馮保，接受將領馈赠。十二年三月升禮科右，巡视太仓银库。十六年轉吏科左，十七年升户科都，疏論都御史吳時來，请起用沈鯉等。十九年三月升太常寺少卿，萬歷二十年（1592年）十二月升都察院右佥都御史、巡撫四川提督军务，派兵進剿土司楊應龍，二十二年因军事失利被免职，二十七年二月考察冠带闲住。

## 家族
曾祖父王鑽，曾任同知 封副都御史 累贈兵部尚書；祖父王時敘，陰陽官；父王守默。母任氏。具庆下。

## 外部連結
- 王继光弹劾权贵 （页面存档备份，存于）

| 官衔        | 官衔                                  | 官衔          |
| ----------- | ------------------------------------- | ------------- |
| 前任： 艾穆 | 明朝四川巡撫 萬曆二十年（1592年）上任 | 繼任： 譚希思 |